# 慎到
慎到（？—？），中國戰國時代思想家，趙國人，曾在齊國稷下學宮講學，著有《慎子》一書。他的思想融合道家與法家，主張「道」是終極實在，對待事物要聽其自然；政治上主張君王要有絕對的權力，提出「勢」的原則， 君王應建立客觀的賞罰制度役使人民，強調君主無為而臣下有為。慎到「勢」的學說為韓非所採納，為法家三派之一。

## 生平
慎到是趙國人，在齊國的稷下講學，為「稷下先生」之一:484、稷下學宮成員:251，立場超然，拒絕擔任官職（一說他受封為上大夫:122），卻常評論政事:250。慎到著有《十二論》:484，《漢書．藝文志》法家著錄《慎子》42篇，現在只有殘缺不全的5篇流傳下來:490。

## 思想

### 道家
慎到融合道家與法家觀點:254，被《莊子．天下》列入道家:484，強調內心的寧靜與超脫，主張無為，順從事物的本性，為人應泰然自若而沒有偏好，平等對待所有事物，否定價值判斷，不信任主觀意見:249。他批判知識與聖人，不談是非，放任性情，否定出自個人理智的觀點，心境平靜如鏡:250-251，著重全生免禍的方法:489。真正之道是捨棄自己主觀的是非與才智，而與外界客觀的事物共同轉變:123。慎到認為「道」是終極實在，包含世間所有事物:249，主張「齊萬物」，要平等地對待萬物，尊重萬物的多樣性和差異性，不要有分別和好惡:67；人要以「大道」的觀點觀察萬物，一律平等，無所謂貴賤好壞之分， 沒有取捨選擇。對待事物最好聽其自然:488，在古代「道」行於天下，但在後世人們有意識地加以干預，結果帶來混亂:254-255。

### 法家
慎到認為社會政治秩序是自然的，制度與文明都是「道」的體現，批評「國無常道，官無常法」:251。治術上，慎到提出「勢」的原則，「勢」即權力:252、政治權威:747。即使君王能力低下，「勢」都能使人們服從於佔據特定社會位置的君王：「桀為天子，能亂天下」。「勢」並不奠基於聖人身上，而是奠基於體制之上。慎到認為君主應秉持法制，不信任聖人之心:252，否定賢人，也否定人的道德與智慧:253-254。政令的施行，並非仗仰君主的賢智，而是必須依靠君主的勢位:124。統治者在社會中的地位，就像「道」在自然界中的地位。大道包融萬物，君王也應包融百姓，使更多的人擁護自己，地位更加穩固:491；百姓各有不同的才能，賢明的君主盡量加以包融，來實現人盡其能，物盡其用:67。慎到主張君王要有絕對的權力，另一方面又認為天下國家並不是國君的私產:493。
慎到指出人們都追求利益，趨利避害，統治者要利用人民，應建立客觀的賞罰制度，使人們自動成為工具:253-254。君王用人，不靠道德，而是靠人都為自己打算、趨利避害的私心，用賞罰組織人民為他服務:494。慎到所構想的社會秩序，不是依賴容易出錯的個人道德判斷或感情，而是依賴法制，而「法」就是「道」的體現:254。國家必須有法制，君王立法以後，就可以一切依法而行:492。慎到主張君王無為而臣下有為，讓臣下各自努力辦事。統治者未必比別人聰明，不應親自辦理下邊的事情:491，辦事應是臣下的任務，而統治者的任務是叫人辦事，自己無為而治:492。慎到並不完全否定「禮」的作用，認為禮儀有助確立社會等級，維繫家庭關係:254。

## 影響
慎到「齊萬物」、排除主觀成見的觀點，為莊子《齊物論》所承繼:68。慎到乃法家先驅:251，是法家三派之一（另兩派是重「法」的商鞅與重「術」的申不害），其重「勢」的觀點為韓非所採納:746-747。韓非認為勢和法、術都是君王治國的工具，綜合法家三派:749，他又作有《難勢》篇，闡述慎到重勢的理論，反駁儒家對慎到的批評:747-748。荀子以法制治理百姓的觀點，亦受慎到看法的影響:126-127。